# Kaman SH-2 Seasprite
O Kaman SH-2 Seasprite é um pequeno helicóptero naval produzido originalmente para a Marinha dos EUA, com capacidade para guerra antissubmarino (ASW) e guerra antissuperfície (ASuW), incluindo a designação de alvos além do horizonte. Esta aeronave amplia e aumenta a capacidade dos sensores e armas do navio contra vários tipos de ameaça, incluindo submarinos de todos os tipos, navios de superfície e embarcações de patrulha, que possam estar armados com mísseis antinavio.
A missões primárias do Seasprite incluem guerra antissubmarino e antissuperfície, defesa contra mísseis antinavio e vigilância e designação de alvos de superfície. As missões secundárias incluem evacuação aeromédica, busca e salvamento, transporte de pessoal e de carga, assim como interdição de embarcações de pequeno porte, localização de fogo inimigo, detecção de minas e avaliação de danos de combate.

## Origem
Em 1956, a Marinha dos EUA abriu um concurso para atender a necessidade de um helicóptero naval multiúso para ser operado em qualquer condição de tempo. O modelo K-20 da Kaman foi escolhido como vencedor e a Kaman foi premiado com um contrato para desenvolver quatro protótipos e posteriormente a produção de 12  helicópteros designados HU2K-1.

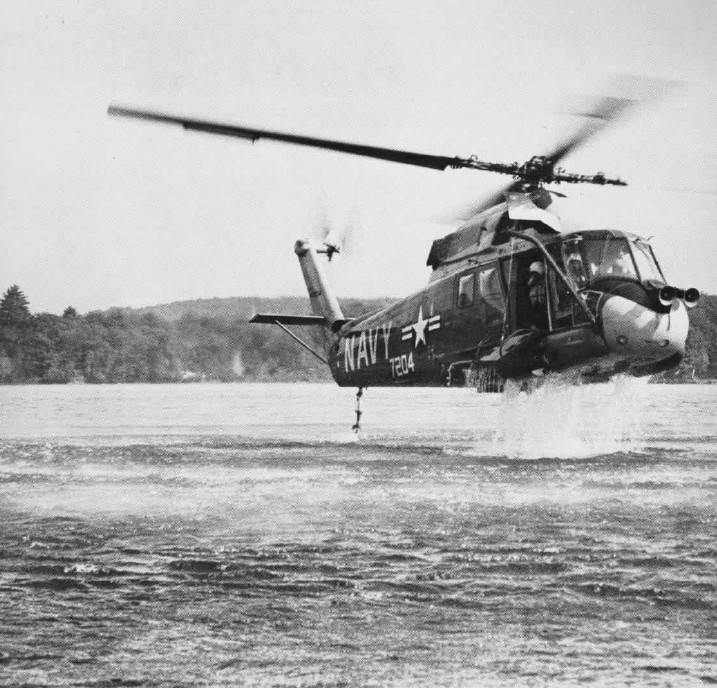
A YUH-2A durante testes em 1963

A Kaman desenvolveu um helicóptero convencional alimentado por um único motor de turbina General Electric T58-GE-6, provido de rotor principal de quatro pás e um rotor da cauda também com quatro pás. O protótipo YHU2K-1 voou pela primeira vez no dia 2 de Julho de 1959. Os testes duraram alguns anos,em parte por causa do número de inovações feitas na aeronave, e os primeiros modelos, designados UH-2A Seasprite, só entraram em serviço no final de 1962.
O UH-2 entrou primeiramente em serviço pela Marinha dos Estados Unidos como o Kaman HU2K-1, sendo um helicóptero monomotor utilitário leve, designadp para operar principalmente a bordo de porta-aviões realizando o papel de Busca e Salvamento (SAR). Após a aceitação do Departamento de defesa dos Estados Unidos, o modelo HU2K-1 foi designado UH-2A e a HU2K-1U para UH-2B. Vários UH-2 Seasprite foram adquiridos e avaliados pelo Exército dos EUA para apoio, ao qual foram sofrendo modificações e melhorias, como a adição de acessórios e pontos de fixação externa para Miniguns e foguetes não guiados.
Originalmente monomotor, o Seasprite foi redesenhado em 1964 para utilizar duas turbinas General Electric T58-GE-8. Sendo os testes bem sucedidos, decidiu-se em 1967, a conversão entre 100 aeronaves dos modelos UH-2As e UH-2BS, para o padrão UH-2CS, enquanto que o restante tornariam-se HH-2Cs e HH-2Ds.

## Guerra antissubmarino
No final da década de 60, o UH-2 foi selecionado para ser um helicóptero tático para a guerra antissubmarino (ASW). O SH-2D foi produzido para atender as exigências da USN 'Light Airborne Multi-Purpose System'(LAMPS).

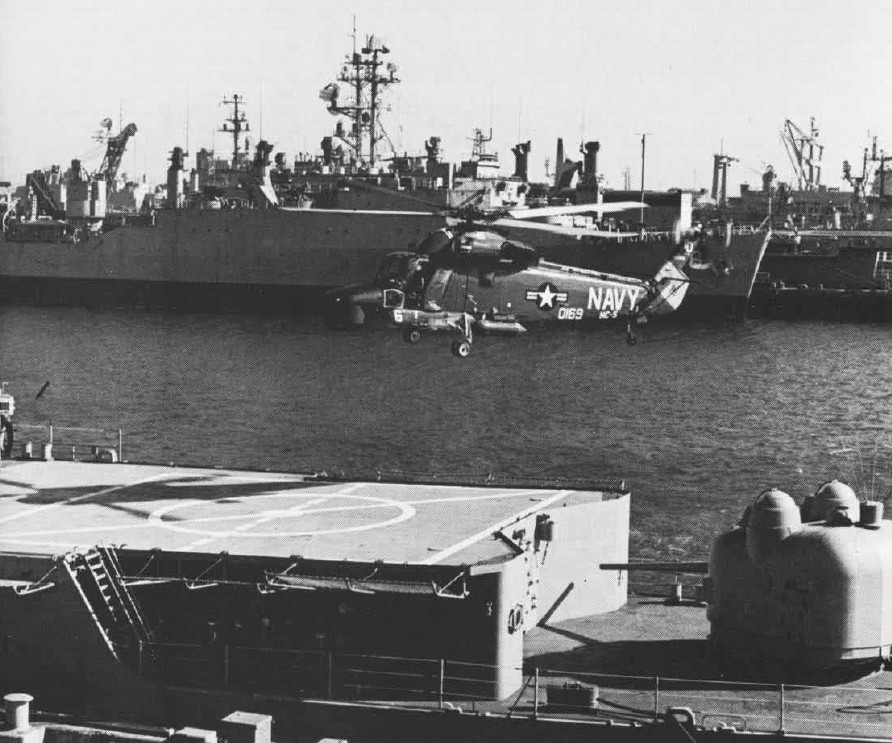
Um protótipo YSH-2E no, 1971.

Concebido para ser uma aeronave interina, 2 aeronaves HH-2D foram modificadas para incorporar radar de busca e equipamentos de medidas de suporte electrônico (ESM). Também foram incorporados sistemas para detecção de anomalias magnéticas (MAD) juntamente com torpedo de armamento.
O primeiro protótipo do modelo HH-2D voou em 16 de Março 1971.  No total, 20 aeronaves foram concluídas e entregues até Março de 1972. O desenvolvimento LAMPS foi explorada com o desenvolvimento do protótipo YSH-2E. Dois dos modelos HH-2D foram convertidos e primeiro voo ocorreu no dia 07 e 28 de Março de 1972 respectivamente. O programa não pode entrar em produção, mas resultou na aeronave SH-2F LAMPS Mk.1 a qual entrou em produção, com as primeiras entregas em 1973.
Esta variante teve motores atualizados para General Electric T58-GE-8F, com o rotor de vida mais longa e maior peso de decolagem. Destes modelos, dois H-2s que estavam no inventário da Marinha foram remanufaturados para o padrão SH-2FS e 59 SH-2FS foram construídos do zero a partir de 1980.
No ano de 1987, 16 SH-2FS foram atualizados para o uso de Sensores infravermelhos (FLIR), contramedidas (Chaff) / sinalizadores (Flares), e equipamentos de detecção de mísseis e minas e uma nova motorização. Estes modelos e mais os últimos 6 pedidos  foram designados para a variação SH-2G Super Seasprite.
A versão SH-2F passou a ser retirado de serviço em 1993, sendo o último modelo do SH-2 aposentado pela Marinha do USA em meados de 2001.

## Variantes
YHU2K-1Quatro protótipos de voo e evalução de tecnologia.
HU2K-1Versão inicial de produção, helicóptero de transporte utilitário propulsado por um motor turboshafts General Electric T58-GE-8B. Designado UH-2A em 1962 (84 unidades foram fabricados).
UH-2BHelicóptero de transporte utilitário (102 foram fabricados).
H-2 TomahawkVersão de artilharia baseada no UH-2A. Foi construído um protótipo e testado pelo Exército dos Estados Unidos em 1963. O Exército selecionou em Novembro de 1963 mas os planos de adquirir 220 helicópteros foram posteriormente abandonados em detrimento por mais pedidos do UH-1.
UH-2CHelicópteros UH-2A e UH-2B equipados com dois motores General Electric T58-GE-8B. Um antigo UH-2A serviu como protótipo, sendo depois solicitado 40 conversões dos tipos UH-2A e UH-2B.
NUH-2CUm helicóptero de testes e evolução. UH-2C equipado com míssil ar-ar AIM-9 Sidewinder e AIM-7 Sparrow III.
NUH-2DDesignação do helicóptero NUH-1C.
HH-2CHelicóptero de busca e resgate, armado com uma metralhadora Minigun (6 conversões).
HH-2DHelicóptero de busca e resgate, mas desprovido de qualquer armamento (67 conversões de UH-2A e UH-2Bs).
SH-2DHelicóptero de guerra antissubmarino (20 conversões dos modelos mais recentes).
YSH-2EDois helicópteros de testes e evolução, equipados com radar e LAMPS.
SH-2FHelicóptero de guerra antissubmarino, versão melhorada com dois motores General Electric T58-GE-8F. Inicialmente convertidos de modelos SH-2D e posteriormente por novos modelos.
YSH-2G1 protótipo do SH-2G ao qual havia sido convertido de um modelo SH-2F.
SH-2G Super SeaspriteHelicóptero de guerra antissubmarino, propulsado por dois motores General Electric T700-GE-401 de 1.285 kW (1.723 HP).

## Operadores
O SH-2 Seasprite foi retirado de serviço da Marinha dos EUA em maio de 2001 e na Marinha Australiana em 2008. Encontra-se atualmente em serviço na Marinha da Nova Zelândia, Marinha da Polônia e Marinha do Egito.
Em breve também estará operando pela Marinha do Peru, recebendo a primeira das cinco unidades no primeiro trimestre de 2015.
 Egito
- Marinha do Egito (10 unidades)[1][11]

 Nova Zelândia

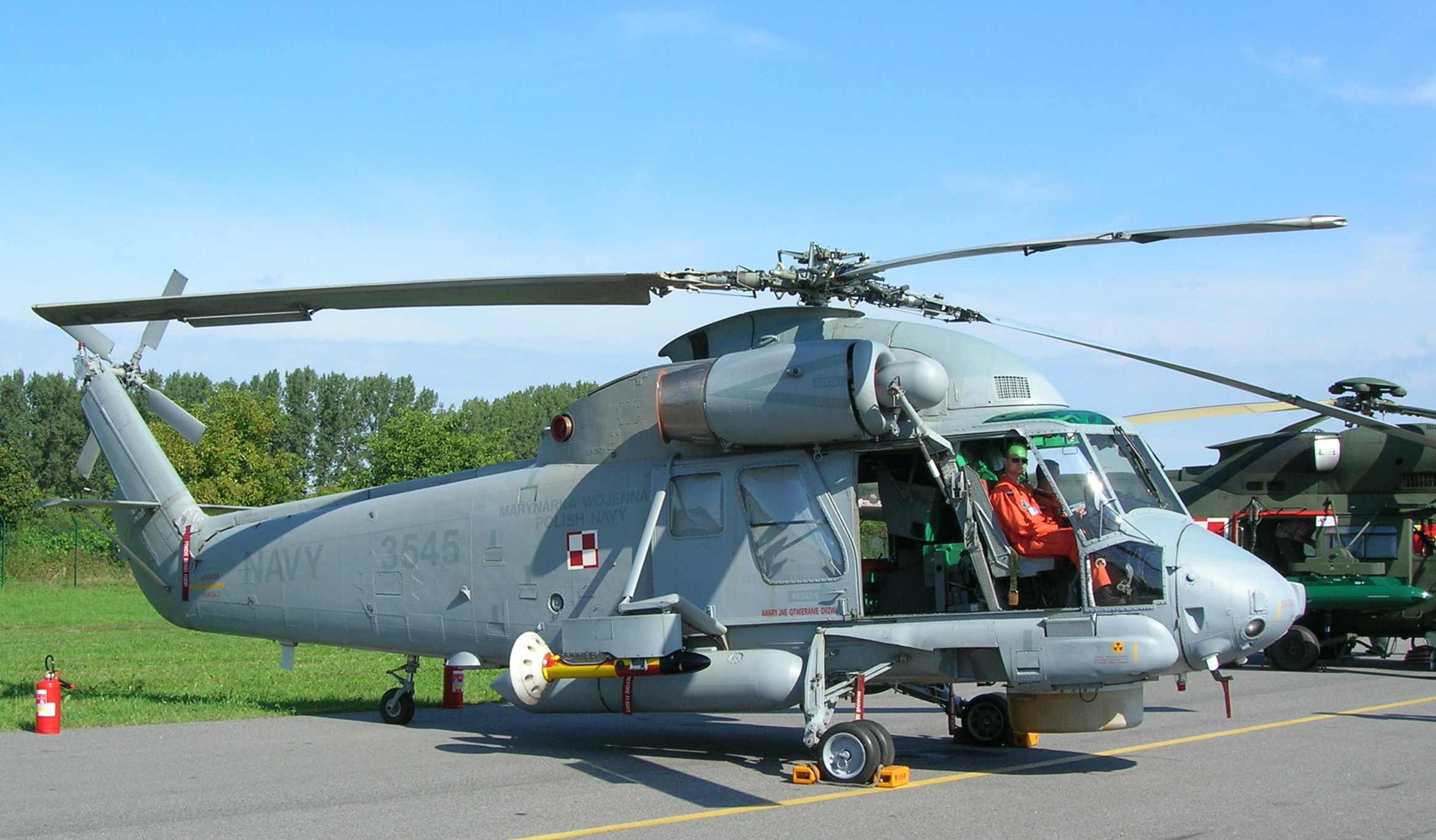
Um SH-2G polonês

- Marinha Real da Nova Zelândia (5 unidades)[1][11]

 Peru
- Marinha de Guerra do Peru (5 unidades)[12]

 Polónia
- Marinha da Polônia (4 unidades)[11]

### Ex-Operadores
Austrália
- Marinha Real Australiana (Retirado em 2008)

 Estados Unidos
- Marinha dos Estados Unidos (Retirado em 2001)[8]

## Especificações (UH-2A)
Dados de: Donald and March 2001, p. 52.
Descrições gerais
- Tripulação: 2 - um pilotos, um copiloto
- Capacidade: 7
- Comprimento: 15,90 m (52 ft)
- Diâmetro do rotor(es): 13,41 m (44 ft)
- Altura: 4,11 m (13 ft)
- Área rotor: 141.26 m²
- Peso vazio: 2 767 kg (6 100 lb)
- Peso bruto (carregado): 4 627 kg (10 200 lb)

Motorização
- Número de motores: 1x
- Tipo do motor: Turboshaft
- Fabricante/modelo: General Electric T58-GE-8B
- Potência por motor: 1 525 hp (1 140 kW)

Performance
- Velocidade máxima: 261 km/h (162 mph)
- Velocidade de cruzeiro (km/h): 222 km/h (138 mph)
- Velocidade total em Nó: 120 kn (222 km/h)
- Alcance: 1 080 km (671 mi)
- Tecto de serviço: 5 305 m (17 400 ft)

## Especificações (SH-2F)
Dados de: Donald and Lake 2000, p. 215.
Descrições gerais
- Tripulação: 3 - um pilotos, um copiloto, um operador
- Capacidade: 6
- Comprimento: 15,90 m (52 ft)
- Diâmetro do rotor(es): 13,41 m (44 ft)
- Altura: 4,72 m (15 ft)
- Área rotor: 141.26 m²
- Peso vazio: 3 193 kg (7 040 lb)
- Peso bruto (carregado): 5 805 kg (12 800 lb)

Motorização
- Número de motores: 2x
- Tipo do motor: Turboshaft
- Fabricante/modelo: General Electric T58-GE-8F
- Potência por motor: 1 350 hp (1 010 kW)

Performance
- Velocidade máxima: 265 km/h (165 mph)
- Velocidade de cruzeiro (km/h): 241 km/h (150 mph)
- Velocidade total em Nó: 130 kn (241 km/h)
- Alcance: 679 km (422 mi)
- Tecto de serviço: 6 860 m (22 500 ft)

Armamentos
- Mísseis: AGM-65 Maverick ou torpedos Mk 46 ou Mk 50
- Número de pilones: 2x